# نه پازل
نه پازل (انگلیسی: Nine Puzzles؛‏ کره‌ای: 나인 퍼즐) مجموعه تلویزیونی محصول کره جنوبی در ژانر معمایی جنایی دلهره‌آور به کارگردانی یون جونگ بین، به نویسندگی لی اون می و با بازی کیم دا می و سون سوک کو است. داستان این مجموعه دربارهٔ یک پرونده قتل حل نشدهٔ ده ساله است که با موج جدیدی از قتل‌های مرموز مرتبط با پازل‌هایی ناشناخته گره می‌خورد. نه پازل در ۲۱ مه ۲۰۲۵ از سوی دیزنی پلاس پخش شد.

## خلاصه داستان
یون یی نا، که در دوران دبیرستان جسد عموی خود را که به قتل رسیده بود پیدا کرد، در صحنهٔ جرم با تکه‌ای پازل عجیب مواجه شد. او تنها شاهد ماجرا بود، اما هیچ خاطره‌ای از نحوهٔ حضورش در محل نداشت، موضوعی که باعث شد در نظر کارآگاه کیم هان سِم به مظنون اصلی تبدیل شود. ده سال بعد، یی نا به یک پروفایلر جنایی برجسته در تیم تحلیل جنایات اداره پلیس سئول تبدیل شده، اما همچنان از راز حل‌نشدهٔ قتل عمویش رنج می‌برد. با ظهور موجی جدید از قتل‌های زنجیره‌ای، که همگی با همان تکه پازل‌های مرموز همراه هستند، کابوس گذشته دوباره زنده می‌شود. این مسئله باعث می‌شود تا یی نا بار دیگر با هان سِم همکاری کند؛ کسی که علی‌رغم همکاری مجددشان و رابطه‌ای پرتنش، هنوز نسبت به نقش احتمالی او در قتل عمو شک دارد.

## بازیگران

### اصلی
- کیم دا می در نقش یون یی نا[۳]
- سون سوک کو در نقش کیم هان سِم[۳]

## تولید

### توسعه
این مجموعه به کارگردانی یون جونگ بین است، که قبلاً آثار مشهوری چون گانگستر بی‌نام: قوانین زمان (۲۰۱۲)، کوندو: عصر طغیان (۲۰۱۴)، جاسوسی که به شمال رفت (۲۰۱۸) و نارکوی مقدس (۲۰۲۲) را کارگردانی و تهیه‌کنندگی کرده است. فیلم‌نامهٔ این مجموعه توسط لی اون می نوشته شده است که نویسندگی مجموعه‌های تلویزیونی مانند تونل (۲۰۱۷) و همچو پروانه (۲۰۲۱) را در کارنامه دارد. تهیه‌کنندگی این مجموعه بر عهدهٔ
کاکائو انترتینمنت و مون‌لایت فیلم است.

### انتخاب بازیگران
به‌گفتهٔ کاکائو انترتینمنت در مه ۲۰۲۴، کیم دا می و سون سوک کو برای ایفای نقش‌های اصلی این مجموعه انتخاب شدند و حضور آن‌ها در پروژه در دست بررسی مثبت قرار داشت.

## انتشار
نه پازل که در مجموع شامل ۱۱ قسمت است، شش قسمت نخست آن در ۲۱ مه ۲۰۲۵، سه قسمت بعدی در ۲۸ مه و دو قسمت پایانی در ۴ ژوئن از طریق دیزنی پلاس منتشر شد.